# Milan (Georgia)
Milan è una città degli Stati Uniti d'America, situata in Georgia, divisa tra la Contea di Telfair e la Contea di Dodge.